# Сандрін Менвіль
Сандрін Менвіль (фр. Sandrine Mainville, нар. 20 березня 1992, Квебек, Канада) — канадська плавчиня, бронзова призерка Олімпійських ігор 2016 року.

## Виступи на Олімпійських іграх
| Олімпіада | Дисципліна             | Місце |
| --------- | ---------------------- | ----- |
| Ріо 2016  | 4×100 м вільним стилем | 3     |